# Bienvenido Roca
Bienvenido Roca (Santo Domingo, República Dominicana, circa 1932 - Maracaibo, Zulia, Venezuela, 13 de octubre de 2010) fue un actor  dominicano, que logró la fama internacional por su participación en el programa humorístico venezolano Bienvenidos durante 20 años (1982 - 2002), el cual fue dirigido por Miguel Ángel Landa y transmitido por Venevisión y luego por Televen.

## Carrera y sus años enBienvenidos
A pesar de haber participado en diferentes programas de televisión y en películas como, por ejemplo, Sin fin (1971), La carga (1972), Trampa inocente (1978) y Compañero de viaje (1979), Roca no alcanzó la fama sino al participar en el programa humorístico Bienvenidos con el actor, productor y escritor Miguel Ángel Landa, destacándose por su buen humor y gran carisma. Cabe destacar también que Roca fue el único actor del elenco de Bienvenidos en estar presente en todas las 18 temporadas del mismo (1982 a 2001 en Venevisión, y 2002 en Televen).

## Últimos años
Debido a las fuertes precipitaciones que azotaron al estado Vargas, en diciembre de 1999, su casa se derrumbó dejándolo sin hogar y sin familia (solo tenía un hermano que vive en República Dominicana) y, debido a ello, empezó a deambular por distintas regiones de Venezuela hasta que en el 2003 lo hallaron en el terminal de autobuses de Maracaibo en estado de indigencia y fue llevado inmediatamente al hospital psiquiátrico de esa ciudad, en donde permaneció hasta su muerte. Durante su estancia en esa institución médica Roca se dedicaba a cantar boleros, leer novelas y también hizo algunas obras teatrales pero lamentablemente, y según lo indicaron los médicos de la misma, fue diagnosticado con leucemia, aplasia medular, tuberculosis y trastorno bipolar (es de hacer notar que, a pesar de tener trastorno bipolar, Roca no tuvo problemas de agresividad con nadie durante su estancia en el hospital).
Por otra parte, y aunado a toda esta crisis de salud, en 2008 intentó suicidarse tras cortarse las venas (aparte de que, durante los siguientes dos años, ocasionaría otros dos intentos más de suicidio). En sus últimos meses de vida Roca no comía ni hablaba con nadie e, infelizmente, no recibió ayuda de ninguno de sus excompañeros de trabajo ni de sus familiares, por lo que el hospital fue su único hogar. En sus últimos días pesaba alrededor de unos 50 kilogramos y como no poseía documentos personales ni ningún tipo de identificación consigo se desconocen su fecha de nacimiento y edad exactas aunque se calcula, por lo que él mismo solía decir, que tenía casi 80 años de edad.

## Muerte
Finalmente, luego de muchos años de depresión y soledad, Bienvenido Roca falleció a las 5:00 a. m. del 13 de octubre de 2010 con, aproximadamente, 78 años de edad en el Hospital Central de Maracaibo y sus restos fueron incinerados y depositados a las 2:00 p. m. de ese día en el Cementerio San Sebastián, ubicado en la vía a La Concepción. Al sepelio solo asistieron 10 personas (incluidas quienes lo cuidaron en el hospital). La noticia de su deceso fue reseñada en casi todos los periódicos de Venezuela, pero solo fue anunciada en la televisión por Televen. La muerte del actor pasó desapercibida dado que en Venezuela, como en el resto del mundo, se estaba pendiente del rescate de los 33 mineros en la Mina San José en el norte de Chile.